# 中央政府駐香港連絡弁公室
中央政府駐香港連絡弁公室（ちゅうおうせいふちゅうホンコンれんらくべんこうしつ、簡体字中国語: 中央人民政府驻香港特别行政区联络办公室、繁体字: 中央人民政府駐香港特別行政區聯絡辦公室）とは、香港特別行政区における中華人民共和国中央政府の出先機関である。略称は「香港中聯辦」。英文名称はLiaison Office of the Central People's Government in Hong Kong Special Administrative Region。

## 概要
1999年12月の中華人民共和国国務院の決定により、2000年1月、従来香港における事実上の中国の代表部を兼ねていた新華通信社香港支社から分離して成立し、正式に香港における中国の中央政府の出先機関となった。本項では前身といえる新華社香港支社についても扱う。
香港特区政府との事務連絡を任務とする。成立当初は返還交渉が終わり、香港特区政府と中央政府が直接接触できるようになったため、その存在意義は小さくなるとの観測もあった。しかし、香港と中国本土の経済社会関係や交流が緊密化し、実際には業務が増加している。国務院香港マカオ事務辦公室の指導を受けているとみられる。
現在も香港の財界や政治勢力との接触や、香港の情勢に関する調査を行い、中央政府に報告している。全国人民代表大会（全国人大）香港代表選挙に介入したこともあるとされている。

## 歴代主任
トップは、主任である。歴代の主任は以下の通り。
- 姜恩柱（中国語版、英語版）（2000年1月－2002年8月）：新華社香港支社長から横滑り。第9期全国人大香港代表（の一人）を兼務し、同常務委員会委員に就任した。第10期全国人大常委会委員、全国人大外事委員会主任委員
- 高祀仁（中国語版、英語版）（2002年8月－2009年5月）：曾任中共広東省委員会副書記。1999年11月より新華社香港支社副社長、2000年1月に香港中連辦副主任に就任。2008年3月任第11期全国人大常委会委員、全国人大華僑委員会主任委員
- 彭清華（2009年5月－2012年12月）：後任中共広西チワン族自治区委員会書記、中共四川省委員会書記
- 張曉明（中国語版、英語版）（2012年12月－2017年9月）:後任国務院香港マカオ事務弁公室主任
- 王志民（中国語版、英語版）（2017年9月－2020年1月）
- 駱恵寧（2020年1月－2023年1月）:前は中共青海省委員会書記、山西省委員会書記、第十三期全国人大財政経済委員会副主任委員
- 鄭雁雄（2023年1月－）:中央人民政府駐香港特別行政区国家安全維持公署署長から横滑り

## 内部組織
主任の下に副主任、秘書長、副秘書長などがいる。その下に部が設けられている。幹部は中央政府の官庁や広東省の地方政府の高級官僚が就いている。
以下の内部組織は、断片的に確認されたものであり、全てではない。
- 辦公庁
- 人事部
- 宣伝文体部
- 協調部
- 研究部
- 社団連絡部
- 社会工作部
- 経済部：同貿易処（商務部の出先機関）だけがWebサイトを開設している。
- 教育科技部
- 台湾事務部
- 青年工作部
- 法律部
- 監察室
- 機関工作部
- 信息諮詢室
- 保安部
- 警務連絡部：2005年1月に新設[2]。
- 行政財務部
- 港島工作部
- 九龍工作部
- 新界工作部
- 北京オフィス
- 広東連絡部
- 深圳培訓調研中心（深圳オフィス）

### 中国本土での業務
中国本土における実務処理のため、広東連絡部、深圳辦事処、北京辦事処の三つが設置されている。中国本土に関する業務には、公務によって香港に赴く場合の処理や、香港への留学生の募集・選抜などがある。実質的に、国務院香港マカオ事務辦公室の実施機関と言えよう。

## 新華通信社香港支社
新華通信社香港支社（中: 新華通訊社香港分社、以下「新華社香港支社」）は、1947年5月に設置された。当初から、中国当局の代表部機能（俗称「大新華」）と、本来の通信社機能（俗称「小新華」）を兼ねていた。本節での説明は主に前者に関するものである。所在地は、2001年まで湾仔皇后大道東（クイーンズロードイースト）であった。
主な任務は、香港の中国資本企業に対する監督や、左派勢力、協力者との連絡などである。香港支社長の地位は、局長クラスであったとされる。だが、許家屯の就任により、支社長の地位は部省クラスに格上げされた。同時に、返還交渉の根回し（特に親英勢力や財界）や親国民党勢力との接触も重要な任務に加わった。

### 歴代支社長
新華社香港支社の歴代責任者は以下の通り。
- 喬冠華（1947年5月－1949年）：後に外交部長を務める。
- 黄作梅（1949年－1955年）：カシミールプリンセス号爆破事件により死去。
  - 李沖（1955年－1957年、總編輯〈編集長〉として社長の職責を代行）
  - 祁烽（1957年－1959年、副社長として社長の職責を代行）
- 梁威林（1959年10月－1978年7月12日）
- 王匡・第一社長（1978年7月12日－1983年5月19日）、李菊生・第二社長（1978年－1984年）
- 許家屯（1983年－1989年）：前中共江蘇省委員会第一書記。在任中は中共香港澳門工作委員会書記を兼務。天安門事件では民主運動に同情的であったために中央から問題視され、1990年に米国へ亡命。1991年に中共から党員資格を剥奪された。彼の著書『許家屯香港回憶録』(日本語版は、青木まさこ、小須田秀幸、趙宏偉訳『香港回収工作』（上）筑摩書房、1996年[3]) により、新華社香港支社の活動が明らかになった。
- 周南（1990年1月－1997年7月）：前職は外交部副部長。香港特別行政区準備委員会予備工作委員会副主任（1993年7月－1995年12月）。香港特別行政区準備委員会副主任委員（1995年12月－1997年7月）。第七期、第八期全国人民代表大会常務委員会委員。
- 姜恩柱（1997年7月－2000年1月）：前職は外交部副部長（1991年12月－1995年8月）、中國駐英國大使（1995年—1997年），香港特別行政区準備委員会予備工作委員会副主任（1993年7月～1995年12月）。1997年7月に新華社香港支社長に就任。2000年以降中連辦主任に横滑り。

### 返還後
1997年の返還後も、しばらくは返還前の組織のままであった。しかし1999年12月末に国務院が組織改編を決定し、翌2000年1月、現在の名称となった。2001年には専用ビルが完成し、湾仔から現在の西環干諾道西（西営盤）へ移転した。

### 通信社としての新華社香港支社
新華社香港支社の通信社機能は湾仔霎西街五号の新華社新聞大廈（ビル）に所在し、出先機関機能を担った「大新華」とは実質的に別組織であった。新聞ビルの一部フロアは、後に出先機関「大新華」の幹部の宿舎にされた。しかし、オフィス自体は移転せず、現在も、1947年以来の新聞ビルに所在している。新華社アジア太平洋地区総本部とされ、香港支社はその下部に置かれた。総本部支社長と香港支社長は同一人物が兼任している。